# Rhynchaglaea scitula
Rhynchaglaea scitula là một loài bướm đêm trong họ Noctuidae.